# Комерс, Антон Эмануэль
Антон Эмануэль Комерс (нем. Anton-Emanuel Komers; 13 июня 1814 — 18 декабря 1893) — австрийский экономист и агроном.

## Биография
Представитель аристократической семьи. Брат политика Эмануэля Генриха Комерса (1810—1889).
Его практическая деятельность началась службой по управлению имениями графа Туна-Гогенштейна. В 1846 основал сельскохозяйственную школу в Дечине-Либверде, преобразованную впоследствии в высшее учебное заведение и долго остававшуюся под его руководством как директора, а затем попечителя. Вместе с тем он организовал хозяйство во многих обширных имениях, председательствовал в различных многочисленных сельскохозяйственных обществах и союзах и вообще серьёзно способствовал успешному развитию сельского хозяйства в Чехии.
Автор сочинений: «Bodenkrafterschöpfung» (1864); «Die zweckmässigste Anwendung der künstlichen Dünger» (1867); «Abriss der National-Oekonomie» (2 изд., 1868); «Der heutige Standpunkt der Boden-Erschöpfungsfrage etc.» (1868); «Die landwirthschaftliche Betriebs Organisation» (1870, 2 изд. 1876); «Betrachtungen über die landwirthschaftliche Unterrichtsfrage» (1875) и др. С 1861 по 1881 издавал «Jahrbuch für österreichische Landwirthe mit Landwirthschaftlicher Geschäfts-Kalender».